# Classe Victoria Louise
La classe Victoria Louise fu una classe di incrociatori protetti costruiti per la Kaiserliche Marine tra il 1895 e il 1899. Prendeva il nome dalla principessa Vittoria Luisa di Prussia. La classe comprendeva complessivamente cinque unità: la capoclasse Victoria Louise, la Hertha, la Freya, la Vineta e la Hansa. Le navi furono stanziate in varie flotte della marina tedesca sparse per il globo, dal Sud America fino allo Squadrone dell'Asia Orientale, prendendo parte a vari eventi bellici, come la ribellione dei Boxer, la crisi venezuelana del 1902-1903 e la prima guerra balcanica. Furono ritirate dalla prima linea poco dopo lo scoppio della prima guerra mondiale, rimanendo in servizio in ruoli secondari fino agli anni venti.

## Design

### Caratteristiche tecniche

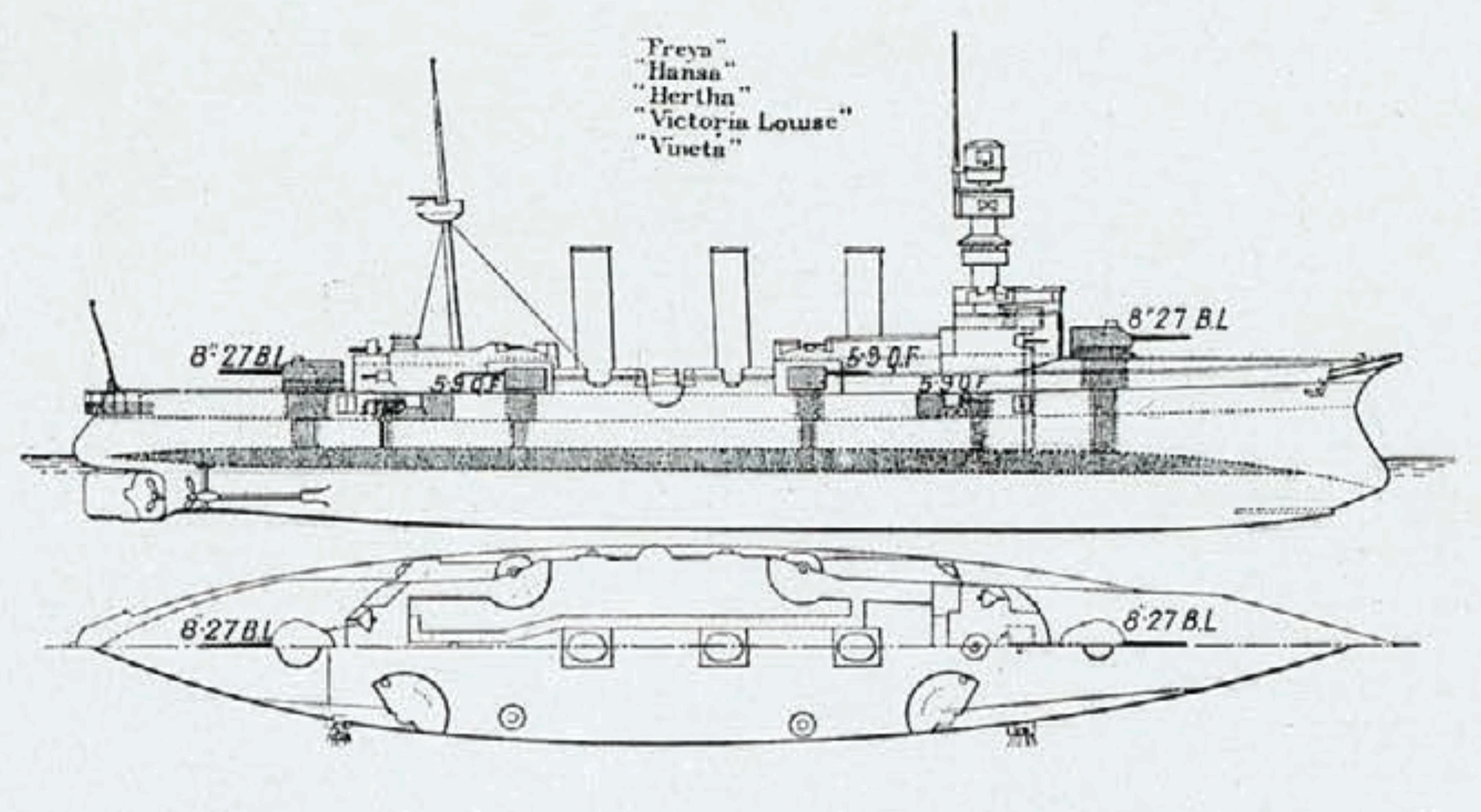
Schema di massima della classe Victoria Louise

Le prime tre navi della classe, la Victoria Louise, la Hertha e la Freya, erano lunghe 110,6 m, larghe 17,4 m e con un pescaggio da 6,58 m a 6,93 m. Il dislocamento di progetto era di 5.660 t, che a pieno carico saliva a 6.491 t. La Vineta e la Hansa avevano invece dimensioni leggermente diverse rispetto alle sorelle. Lunghe 110,5 m, larghe 17,6 m e con un pescaggio da 7,08 m a 7,34 m, il loro dislocamento variava dalle 5.885 t di progetto alle 6.705 t a pieno carico.
Lo scafo era realizzato da un'intelaiatura di acciaio, composta da elementi longitudinali e trasversali, ricoperta da un singolo strato di tavole di legno. Per proteggerlo dal fouling lo scafo era rivestito da uno strato di metallo Muntz, una particolare lega di rame e zinco, che si estendeva fino a 1 m al di sopra della linea di galleggiamento. Questo rivestimento fu successivamente rimosso dalla Victoria Louise, dalla Hertha e dalla Freya. L'interno dello scafo era diviso internamente in dodici compartimenti stagni, in seguito ridotti a undici, con l'eccezione della Freya. Era inoltre presente un doppio fondo che si estendeva per il 60% della lunghezza dello scafo.
Il design complessivo ispirò l'ultima generazione di incrociatori corazzati, che combinavano uno scafo particolarmente largo, una poppa tipo clipper e una prua con rostro.
L'equipaggio standard era di 31 ufficiali e 446 marinai, nel caso in cui la nave fungeva da nave ammiraglia in seconda si aggiungevano 9 ufficiali e 41 marinai. Dopo la loro conversione a navi scuola, l'equipaggio fu notevolmente ampliato per incorporare anche i cadetti, salendo a 26 ufficiali e 658 marinai, 75 dei quali erano cadetti e 300 mozzi. Ogni nave trasportava una decina di imbarcazioni più piccole, tra cui una lancia e due cutter. Dopo l'ammodernamento anche tali imbarcazioni furono riviste in tipo e numero, in particolare furono aggiunte una lancia, una chiatta e cinque cutter.
Le navi avevano una buona tenuta al mare; erano di facile navigabilità ed erano asciutte come risultato del loro elevato castello di prua. Esse avevano comunque la tendenza a beccheggiare navigando sottovento, e soffrivano di un elevato scarroccio con venti forti a causa delle loro grandi sovrastrutture. Erano difficili da manovrare senza l'attivazione dell'elica centrale e perdevano solo il 10% di velocità in mare fortemente mosso o sotto tutto timone. Inoltre, con i magazzini del carbone inferiori vuoti, le navi diventavano molto instabili, con tutti i magazzini vuoti nelle virate strette le navi si inclinavano di 15°. Questo problema fu risolto nei lavori di modernizzazione, protrattasi dal 1905 al 1911. L'altezza metacentrica trasversale era di 0,56-0,73 m.
Alla costruzione gli ambienti interni si dimostrarono eccessivamente caldi, tanto che fu necessario rivedere l'impianto di ventilazione prima dell'entrata in servizio delle navi.

### Propulsione
Il sistema di propulsione di tutte le navi consisteva in tre motori a vapore quadricilindri a tripla espansione costruiti dalla AG Vulcan che spingevano ognuno un'elica. A eccezione della Hansa, nelle altre quattro navi il vapore era fornito da 12 caldaie a carbone provenienti da diversi costruttori. La Victoria Louise e la Vineta avevano caldaie Dürr, la Freya aveva caldaie Niclausse e la Hertha aveva caldaie tipo Belleville. La Hansa era invece dotata di 18 caldaie trasversali tipo Belleville. Le caldaie Niclausse installate sulla Freya si dimostrarono particolarmente problematiche, tanto da spingere la Marina a uniformare la scelta delle caldaie per le proprie navi, che in futuro sarebbero state dotate solo di caldaie Thornycroft-Schulz o di tipo navale. Durante i lavori di ammodernamento eseguiti tra il 1905 e il 1911, le navi furono ri-equipaggiate con caldaie trasversali di tipo navale.
Durante i medesimi lavori i tre fumaioli furono ridotti a due.
I tre motori installati sulle navi avevano una potenza stimata di 10.000 shp (7.500 kW), che garantivano una velocità massima di 19,5 nodi (36,1 km/h; 22,4 mph) per la Victoria Louise, la Hertha e la Freya e di 18,5 nodi (34,3 km/h; 21,3 mph) per la Vineta e la Hansa. Da progetto le navi potevano caricare fino a 950 t di carbone, che permettevano un'autonomia di 3.412 miglia nautiche (6.319 km; 3.926 mi) a 12 nodi (22 km/h; 14 mph). Le caldaie di tipo navale installate durante l'ammodernamento del 1905-1911 erano più efficienti e permisero di aumentare l'autonomia a 3.840 miglia nautiche (7.110 km; 4.420 mi) alla medesima velocità. La Victoria Louise e la Hertha erano dotate di quattro generatori di energia elettrica che erogavano 224-271 kW (300-363 hp) a 110 Volt; le altre tre navi avevano tre generatori che erogavano 169-183 kW (227-245 hp) a 110 Volt. Le imbarcazioni erano governate con un unico, grande timone posto dietro l'elica centrale.

### Armamento e corazzatura
L'armamento principale era costituito da due cannoni da 21 cm SK L/40 in torrette singole, una a prua e una a poppa. I cannoni, ciascuno con 58 proiettili, avevano una gittata di 16.300 m. L'armamento secondario era composto da otto cannoni da 15 cm SK L/40, quattro collocati in torrette e quattro in casematte. La loro gittata era di 13.700 m. Durante l'ammodernamento furono rimossi due cannoni da 15 cm.
Ogni nave era dotata anche dieci cannoni da 8,8 cm SK L/30, un undicesimo fu aggiunto nel corso dei lavori di modernizzazione. Sempre durante la modernizzazione furono aggiunti tre cannoni da 8,8 cm SK/L35.
L'armamento era completato da dieci mitragliatrici, rimosse durante la modernizzazione. Le navi erano inoltre dotate di tre tubi lanciasiluri da 45 cm, ognuno dotato di otto siluri. Due tubi di lancio erano montati sulla fiancata e il terzo a prua, tutto al di sotto della linea di galleggiamento. Nel 1916 tutte le navi della classe furono disarmate a eccezione della Freya, che in quanto adibita all'addestramento al tiro, fu riarmata con un singolo cannone da 15 cm, quattro cannoni da 10,5 cm SK L/45 e quattordici cannoni da 8,8 cm sia nella versione SK L/30 che SK L/35.
Le navi erano protette da una corazzatura Krupp. Sul ponte la corazzatura variava da 40 a 100 mm. Nella torre di comando la corazzatura era di 150 mm sui lati e di 30 mm sul tetto. La torre di avvistamento, situata a poppa, era protetta solo dalle schegge, con una corazzatura di 12 mm ai lati. La corazzatura delle torrette era spessa 100 mm ai lati e 30 mm sul tetto, mentre la corazzatura delle casematte era di 100 mm.

## Costruzione e ammodernamento

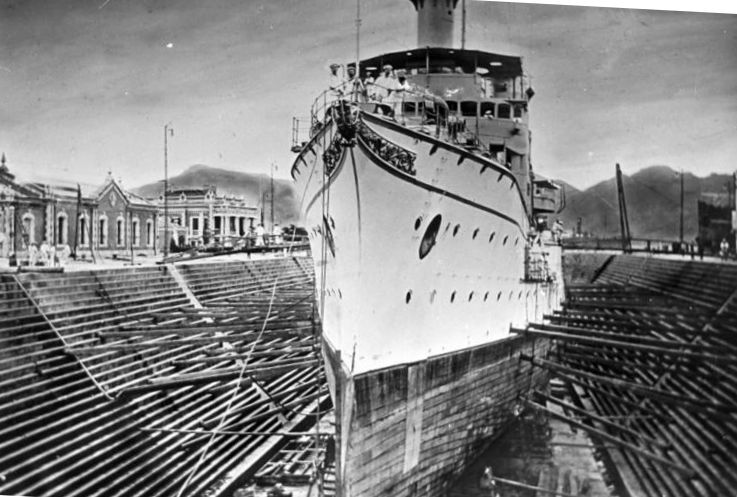
La Hansa in un bacino di carenaggio nei cantieri dell'AG Vulcan, 1898

La Victoria Louise fu impostata nei cantieri di Brema della AG Weser nel 1895 con il numero di costruzione 116. Fu varata il 29 marzo 1897 ed entrò in servizio il 20 febbraio 1899. Costò al governo imperiale 10.714.000 Goldmark. La costruzione della Hertha iniziò nel 1895 nei cantieri della AG Vulcan di Stettino con il numero di costruzione 233. Fu varata il 14 aprile 1897 ed entrò in servizio il 23 luglio 1898. Prima della sua classe a entrare in servizio, costò 9.932.000 Goldmark. La Freya fu impostata nel 1895 nei cantiere della Kaiserliche Werft di Danzica. Fu varata il 27 aprile 1897 ed entrò in servizio il 20 ottobre 1898. Costò 11.094.000 Goldmark.
La Vineta fu impostata nei cantieri della Kaiserliche Werft di Danzica nel 1896. Fu varata il 9 dicembre 1897 ed entrò in servizio il 13 settembre 1899. Costò 10.714.000 Goldmark. La Hansa, l'ultima nave della classe, fu impostata nel 1896 nei cantieri dell'AG Vulcan con il numero di costruzione 235. Fu varata il 12 marzo 1898 ed entrò in servizio il 20 aprile 1899. Costò 10.270.000 Goldmark.
La Victoria Louise e la Hansa furono sottoposte a lavori di ammodernamento nei cantieri della Kaiserliche Werft di Kiel. I lavori si protrassero rispettivamente dal 1906 al 1908 e dal 1907 al 1909. Le altre tre navi furono ammodernate nei cantieri della Kaiserliche Werft di Danzica. I lavori si protrassero dal 1906 al 1908 per la Hertha, dal 1905 al 1907 per la Freya e dal 1909 al 1911 per la Vineta. La Freya fu sottoposta a successivi lavori, sempre nei cantieri di Danzica, dal 1911 al 1913, mentre la Hansa fu sottoposta a successivi lavori nei cantieri di Kiel nel 1915.

## Servizio

### Victoria Louise
La Victoria Louise servì nella Kaiserliche Marine per i primi sette anni della sua carriera.
Nel 1901 rappresentò la Germania ai funerali della regina Vittoria.
Ammodernata nel 1906, dal 1908 servì come nave scuola per i cadetti della marina.
Nel 1909 fu in visita negli Stati Uniti d'America e allo scoppio della prima guerra mondiale fu mobilitata nel V. Aufklärungsgruppe.
Nell'ottobre del 1914 fu attaccata, senza successo, dal sottomarino britannico HMS E1.
Alla fine dell'anno fu ritirata dal servizio. In seguito fu impiegata come posamine e nave caserma, rimanendo di stanza a Danzica per il resto della guerra. Venduta nel 1919 e trasformato in nave cargo l'anno seguente, la Victoria Louise rimase in servizio in questo ruolo fino al 1923, anno in cui fu demolita.

### Hertha

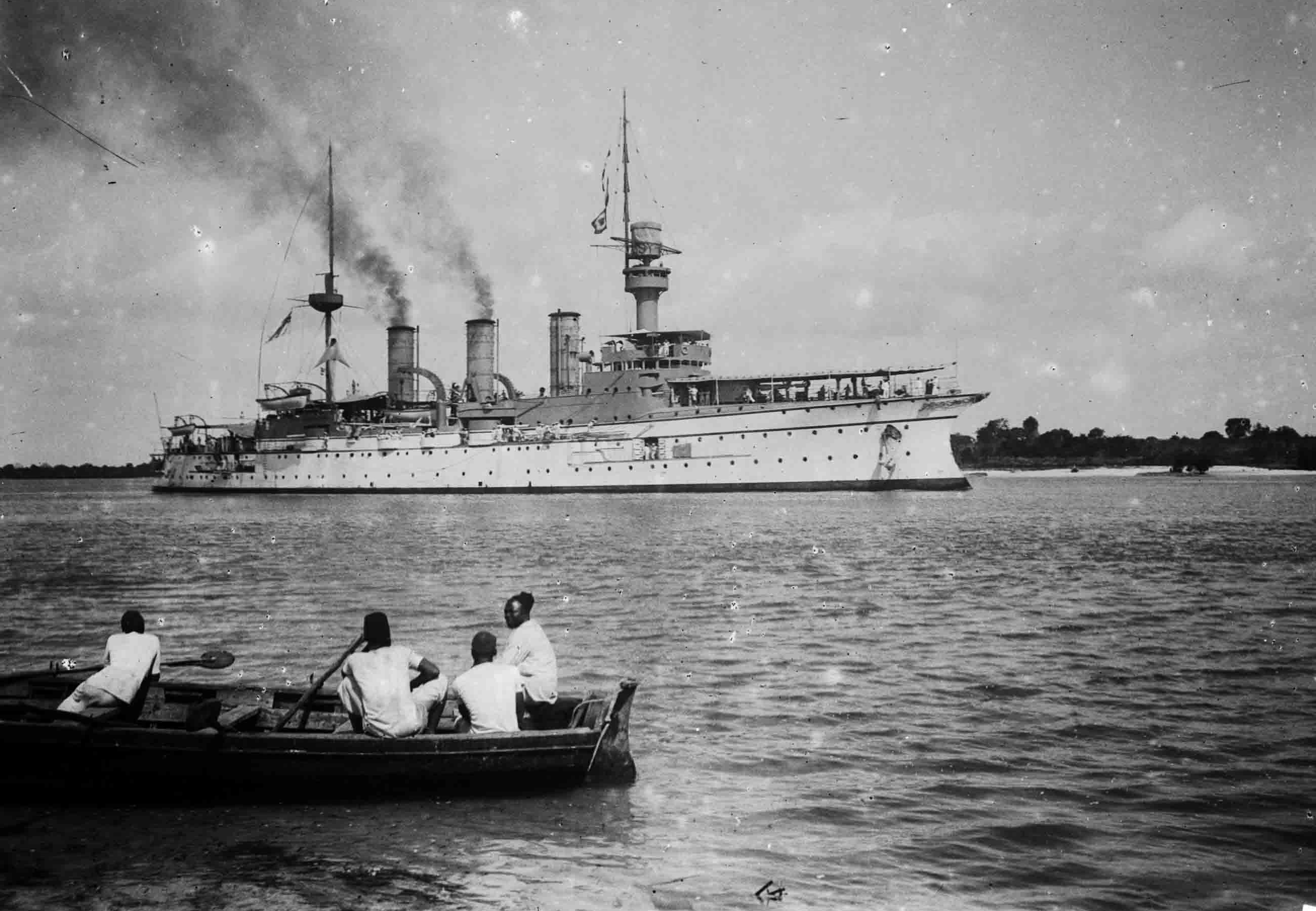
La Hertha a Dar es Salaam, all'epoca parte dell'Africa Orientale Tedesca

La Hertha servì all'estero, nello Squadrone dell'Asia Orientale, per i primi sei anni della sua carriera. Per breve tempo, nel 1900, fece parte dello squadrone della nave ammiraglia. Nello stesso anno partecipò alla ribellione dei Boxer, durante la quale assieme alla sorella Hansa sbarcò parte delle truppe che catturarono i Forti Taku.
Tornata in Germania, nel 1905 fu ammodernata e, dal 1908, fu impiegata come nave scuola.
Condusse una serie di crociere di addestramento, e su di essa servirono come cadetti molti futuri ufficiali di rilievo, tra cui Karl Dönitz e Ernst Lindemann.
Allo scoppio della prima guerra mondiale, la Hertha fu mobilitata nel V. Aufklärungsgruppe, ma servì in prima linea solo per breve tempo. Dal 1915 fu impiegata come nave caserma. Fu demolita nel 1920.

### Freya
La Freya, a differenza delle sue navi sorelle, servì nella flotta di stanza in Germania. Come risultato, condusse una carriera abbastanza tranquilla. Dopo i lavori di modernizzazione del 1905-1907, la Freya fu utilizzata come nave scuola per i cadetti, tra questi vi era Günther Lütjens.
Durante una visita in Canada nel 1908, accidentalmente speronò una scuna canadese, causandone l'affondamento e la morte di 9 marinai.
Allo scoppio della prima guerra mondiale, la Freya fu mobilitata nel V. Aufklärungsgruppe, ma servì in prima linea solo per breve tempo. Dopo il 1915 fu usata come nave caserma. Fu demolita nel 1921.

### Vineta
La Vineta fu di stanza nella Americhe per i primi anni della sua carriera.
Durante questo periodo prese parte alla crisi venezuelana del 1902-1903, bombardando diverse fortezze venezuelane.
Tornò in Germania nel 1905, dove fu impiegata come navi scuola, in particolare per l'addestramento all'uso di siluri, fino al 1908. Fu ammodernata nel 1909-1911, dopo di che fu nuovamente impiegata come nave scuola.
Nel novembre 1912, nel corso della prima guerra balcanica, prese parte a un'azione internazionale volta alla protezione dei cittadini stranieri residenti nell'Impero ottomano.Allo scoppio della prima guerra mondiale, come le altre navi sorelle fu inizialmente mobilitata nel V. Aufklärungsgruppe, per poi essere ritirata dalla prima linea e trasformata in nave caserma nel 1915. Fu demolita nel 1920.

### Hansa
La Hansa servì nello Squadrone dell'Asia Orientale, per i primi sei anni della sua carriera. Insieme alla Hertha, sbarcò parte delle truppe che catturarono i Forti Taku durante la rivolta dei Boxer. Nel corso della guerra russo-giapponese, assieme alla Fürst Bismarck impedì alle navi russe rimaste danneggiate nella battaglia del Mar Giallo, tra cui la nave ammiraglia Cesarevič, di lasciare il porto in cui si erano rifugiate.
Tornata in Germania nel 1906, fu modernizzata e al termine dei lavori, nel 1909, impiegata come nave scuola. Allo scoppio della prima guerra mondiale la Hansa fu mobilitata nel V. Aufklärungsgruppe. Ritirata dalla prima linea nel 1915, fu impiegata come nave caserma. Fu demolita nel 1920.